# Cộng hòa Venezia
Cộng hòa Venezia (tiếng Ý: Repubblica di Venezia, Repùblica Vèneta hoặc Repùblica de Venesia) là một quốc gia xuất phát từ thành phố Venezia ở Đông Bắc Ý. Quốc gia này đã tồn tại trong một thiên niên kỷ, từ cuối thế kỷ 7 đến năm 1797. Tên chính thức là Cộng hòa Venezia Cao quý nhất (tiếng Ý: Serenissima Repubblica di Venezia, tiếng Veneto: Serenìsima Repùblica Vèneta hay Repùblica de Venesia) và thường được gọi bằng tên La Serenissima, tham chiếu đến vị trí của nó là một trong những "Serenissima Respublica". Quốc gia này tham gia vào hoạt động mậu dịch nhiều hơn là tham gia vào các hoạt động chiến tranh không cần thiết.
Thành bang Venice được thành lập như một nơi trú ẩn an toàn cho người dân thoát khỏi cuộc đàn áp ở lục địa châu Âu sau sự suy tàn của Đế chế La Mã. Trong những năm đầu, nó phát triển mạnh về buôn bán muối. Trong các thế kỷ tiếp theo, thành bang đã thành lập Thalassocracy. Nó thống trị thương mại trên biển Địa Trung Hải, bao gồm thương mại giữa châu Âu và Bắc Phi, cũng như châu Á. Hải quân Venice được sử dụng trong các cuộc Thập tự chinh, đáng chú ý nhất là trong cuộc Thập tự chinh thứ tư. Venice đã đạt được các cuộc chinh phạt lãnh thổ dọc theo biển Adriatic. Venice trở thành nhà của một tầng lớp thương nhân cực kỳ giàu có, người bảo trợ nghệ thuật và kiến trúc nổi tiếng dọc theo đầm phá của thành phố. Thương nhân Venice là những nhà tài chính có ảnh hưởng ở châu Âu. Thành phố cũng là nơi sinh của những nhà thám hiểm vĩ đại ở châu Âu, đặc biệt là Marco Polo, cũng như các nhà soạn nhạc Baroque như Vivaldi và Benedetto Marcello.
Cộng hòa được cai trị bởi Doge (Tổng trấn Venezia), người được bầu bởi các thành viên của Hội đồng vĩ đại Venice, Nghị viện của thành phố. Giai cấp thống trị là một người đứng đầu của giới thương nhân và quý tộc. Venice và các nước cộng hòa hàng hải khác của Ý đóng một vai trò quan trọng trong việc thúc đẩy chủ nghĩa tư bản. Công dân Venice nói chung ủng hộ hệ thống quản trị. Nhà nước thành phố thi hành luật pháp nghiêm ngặt và sử dụng các chiến thuật tàn nhẫn trong các nhà tù của nó.
Việc mở các tuyến thương mại mới đến châu Mỹ và Đông Ấn qua Đại Tây Dương đã đánh dấu sự khởi đầu của sự suy tàn của Venice như một nước cộng hòa hàng hải hùng mạnh. Thành bang phải chịu thất bại từ hải quân của Đế quốc Ottoman. Năm 1797, nền cộng hòa bị cướp bóc bởi các lực lượng đang rút lui của Áo và sau đó là Pháp, sau một cuộc xâm lược của Napoléon Bonaparte, Cộng hòa Venezia bị chia cắt thành Tỉnh Venetian của Áo, Cộng hòa Calupine, một chư hầu Pháp và các bộ phận Ionia của Hy Lạp thuộc Pháp. Venice trở thành một phần của nước Ý thống nhất trong thế kỷ 19.

## Tên
Nó được chính thức gọi là Cộng hòa Venezia thanh bình nhất (tiếng Ý: Serenissima Repubblica di Venezia, tiếng Veneto: Serenìsima Repùblica Vèneta, or tiếng Veneto: Repùblica de Venesia) và thường được gọi là La Serenissima. "Cộng hòa thanh bình nhất".

## Lịch sử
Trong thế kỷ thứ 5, Đông Bắc Ý đã bị tàn phá bởi các cuộc xâm lược man rợ của người Đức. Một số lượng lớn cư dân di chuyển đến các đầm phá ven biển, tìm kiếm một nơi an toàn hơn để sinh sống. Tại đây, họ đã thành lập một tập hợp các cộng đồng đầm phá, trải dài khoảng 130 km từ Chioggia ở phía nam đến Grado ở phía bắc, họ đã cùng nhau bảo vệ lẫn nhau từ Người Lombard, Người Hung
và các dân tộc xâm lược khác khi sức mạnh của Đế quốc Tây La Mã suy yếu ở miền bắc nước Ý.
Những cộng đồng này đã chịu sự quản lý của Đế quốc Đông La Mã.

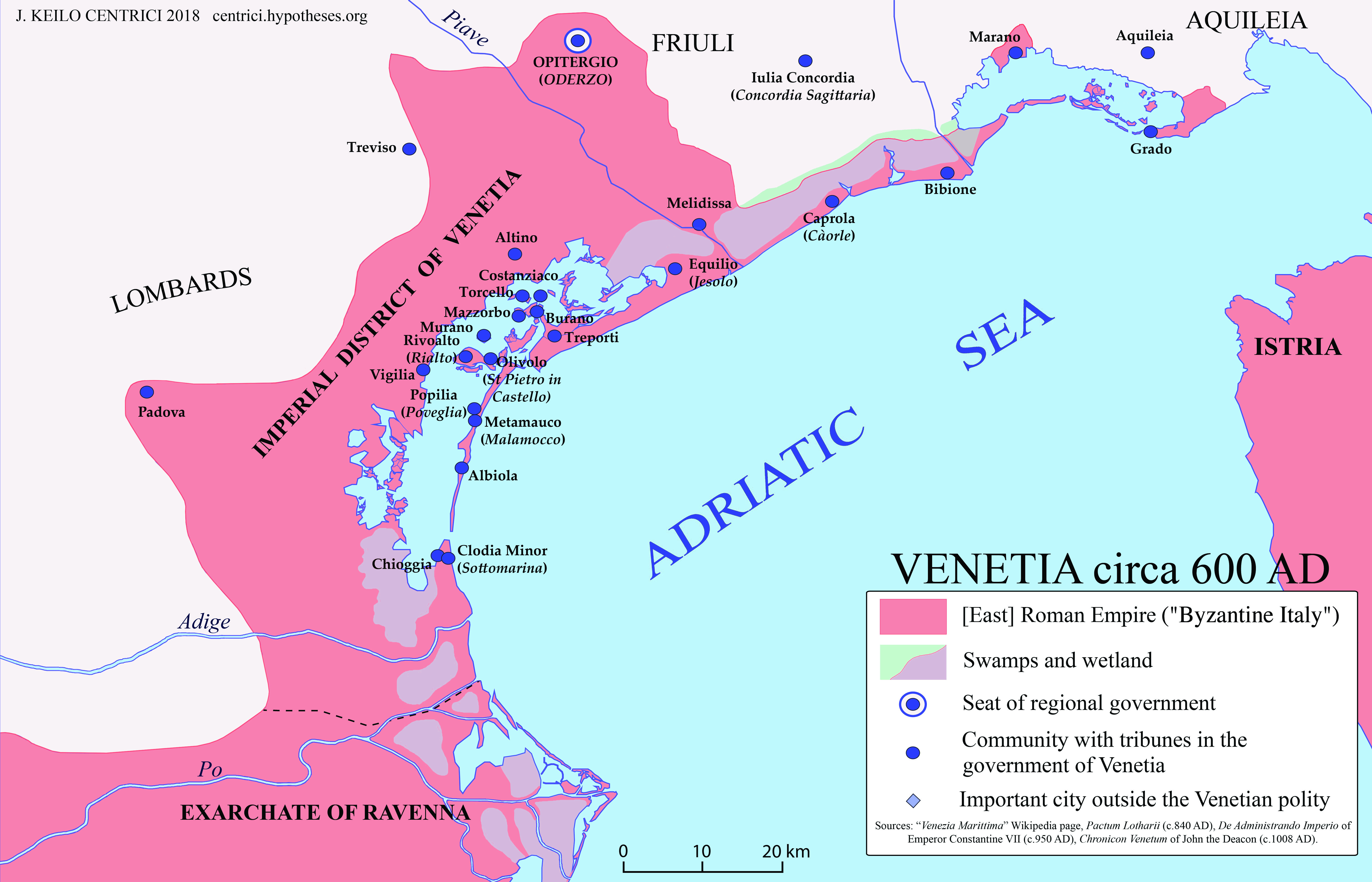
The Venetia năm 600 sau Công nguyên

Vào một số thời điểm trong những thập kỷ đầu tiên của thế kỷ thứ tám, người dân tỉnh Venice của Byzantine đã bầu ra nhà lãnh đạo đầu tiên của họ Ursus (hay Orso Ipato), người được Constantinopolis xác nhận và trao danh hiệu hypatus và dux. Ông là Doge đầu tiên của Venice trong lịch sử. Tuy nhiên, truyền thống được chứng thực lần đầu tiên vào đầu thế kỷ 11, nói rằng người Venice lần đầu tiên tuyên bố một công tước Anafestus Paulicius vào năm 697, mặc dù câu chuyện này không sớm hơn biên niên sử của John the Deacon. Dù thế nào đi nữa, các doge đầu tiên có cơ sở quyền lực của họ ở Eraclea.

### Trỗi dậy
Người kế vị của Ursus, Deusdedit, đã chuyển chỗ từ Heraclea đến Malamocco trong những năm 740. Ông là con trai của Ursus và đại diện cho nỗ lực của cha mình để thiết lập một vương triều. Những nỗ lực như vậy không chỉ phổ biến trong số các doge trong vài thế kỷ đầu tiên của lịch sử Venice, nhưng cuối cùng đều không thành công. Trong triều đại Deusdedit, Venice trở thành sở hữu Byzantine duy nhất còn lại ở phía bắc và nền chính trị thay đổi của Vương quốc Frank bắt đầu thay đổi sự phân chia phe phái trong Venetia.
Một phe quyết định ủng hộ Đế quốc Đông La Mã. Họ mong muốn vẫn kết nối tốt với Đế chế. Một phe khác, có bản chất cộng hòa, tin vào việc tiếp tục theo một khóa học hướng tới sự độc lập thực tế. Phe chính khác là thân Vương quốc Frank. Được hỗ trợ chủ yếu bởi các giáo sĩ (phù hợp với sự đồng cảm của giáo hoàng thời đó), họ nhìn về phía vị vua nhà Carolus của Franks, Pépin Lùn, với tư cách là người cung cấp phòng thủ tốt nhất chống lại người Lombard. Một phe nhỏ, ủng hộ Bologna đã phản đối mối quan hệ chặt chẽ với bất kỳ quyền lực xa hơn nào và quan tâm đến việc duy trì hòa bình với vương quốc Lombard láng giềng (và xung quanh, nếu không có biển).

### Sơ kỳ Trung cổ

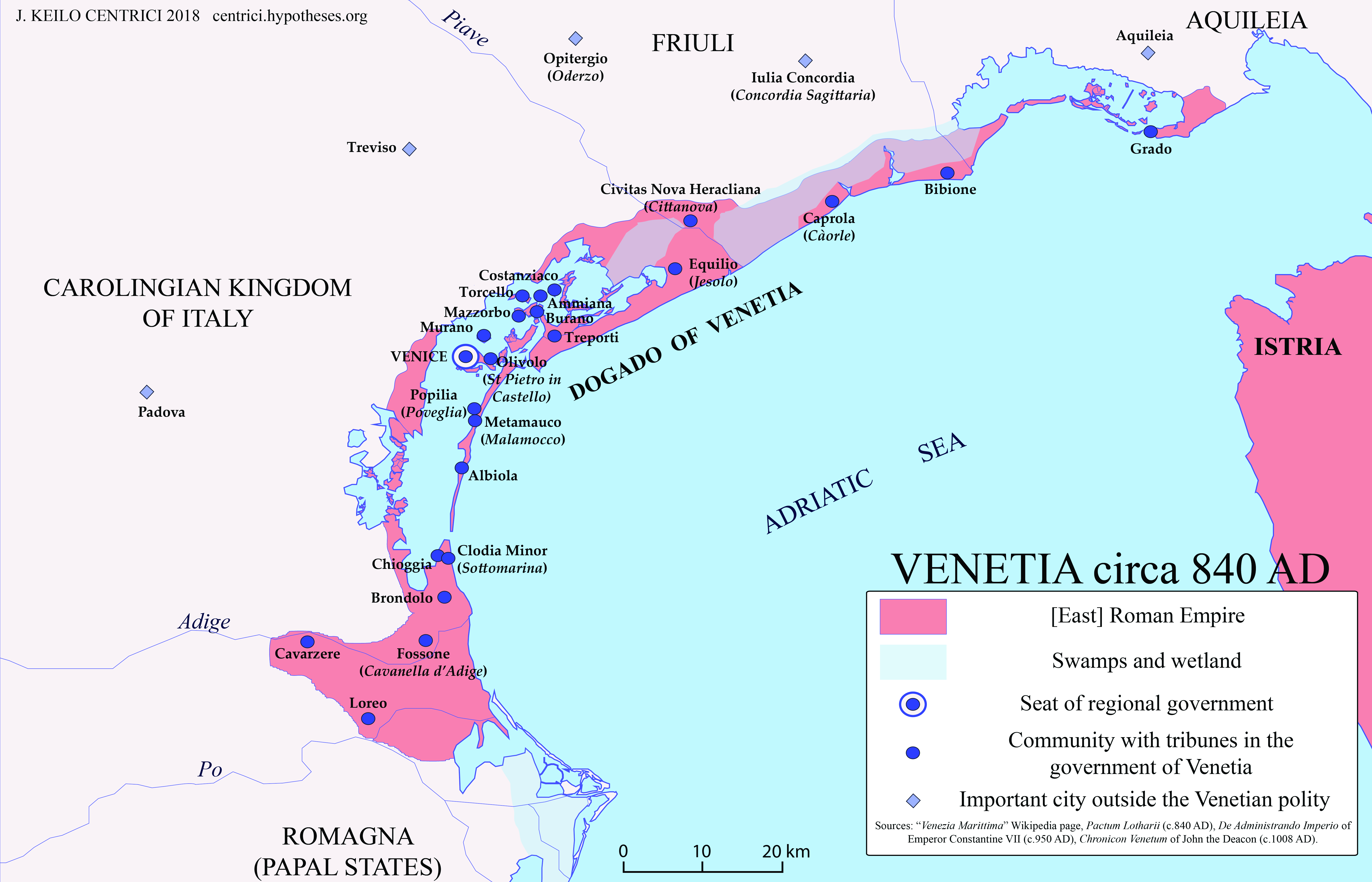
The Venetia năm 840 sau Công nguyên

Những người kế vị Obelerio được thừa hưởng một Venice thống nhất. Bởi Pax Nicephori (803-814), hai hoàng đế đã nhận ra rằng Venice thuộc về phạm vi ảnh hưởng của Đế quốc Đông La Mã. Nhiều thế kỷ sau đó, người Venice tuyên bố rằng hiệp ước đã công nhận nền độc lập của người Venice, nhưng sự thật của tuyên bố này bị các học giả hiện đại nghi ngờ. Một hạm đội Đế quốc Đông La Mã đi thuyền tới Venice năm 807 và phế truất Doge, thay thế ông bằng một thống đốc của Đế quốc Đông La Mã. Tuy nhiên, dưới triều đại của gia đình Participazio, Venice đã phát triển thành hình thức hiện đại.
Mặc dù Heraclean khi sinh ra, Agnello, Doge của nhà Participazio đầu tiên, là người nhập cư sớm vào Rialto và quyền cai trị của ông được đánh dấu bằng việc mở rộng Venice về phía biển thông qua việc xây dựng các cây cầu, kênh đào, tường thành, công trình và các tòa nhà bằng đá. Venice hiện đại, một quốc gia có biển, đã ra đời. Agnello được kế vị bởi con trai ông Giustiniano, người đã đánh cắp hài cốt của Thánh Mark the Eveachist từ Alexandria, đưa họ đến Venice và biến ông thành vị thánh bảo trợ của nền cộng hòa. Theo truyền thống, Thánh Mark là người sáng lập Tòa Giám mục của Aquileia.
Với chuyến đi của giáo trưởng đến Grado sau cuộc xâm lược Lombard, tòa giám mục đã chia làm hai: một trên đất liền, dưới sự kiểm soát của người Lombard và sau đó là Franks, và một ở Grado trên đầm phá và các khu vực dưới sự kiểm soát của Đế quốc Đông La Mã. Điều này sau đó sẽ trở thành Tòa Giám mục của Venice. Với thánh tích của sứ đồ trong tay, Venice có thể tái khẳng định là người thừa kế hợp pháp của Aquileia. Vào cuối thời Trung cổ, đây sẽ là cơ sở để hợp pháp hóa việc chiếm giữ các vùng lãnh thổ rộng lớn của giáo trưởng ở Friuli và phía đông.
Trong triều đại của người kế vị nhà Participazio, Pietro Tradonico, Venice bắt đầu thiết lập sức mạnh quân sự của mình, điều này sẽ ảnh hưởng đến nhiều cuộc thập tự chinh sau này và thống trị vùng biển Adriatic trong nhiều thế kỷ. Tradonico bảo vệ biển bằng cách chiến đấu với hải tặc Narentines và Saracen. Triều đại của Tradonico đã tồn tại lâu dài và thành công (837-864), nhưng ông đã được kế vị bởi Participazio và một triều đại cuối cùng đã được thành lập. Khoảng năm 841, Cộng hòa Venezia đã gửi một hạm đội gồm 60 chiếc galley (mỗi người chở 200 người) để hỗ trợ Đế quốc Đông La Mã đuổi người Ả Rập khỏi Crotone, nhưng đã thất bại. Vào năm 1000, Pietro II Orseolo đã phái một hạm đội gồm 6 chiếc tàu để đánh bại những tên cướp biển Narentine từ Dalmatia.

### Trung kỳ Trung Cổ

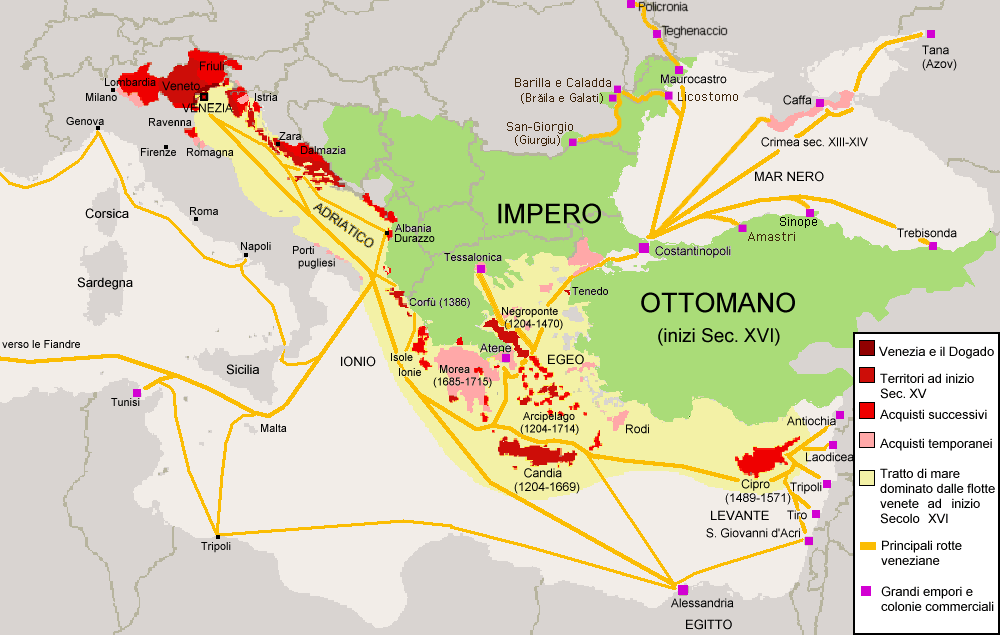
Cộng hòa Venezia trong thế kỷ 15 - thế kỷ 16.
Venice
Lãnh thổ vào đầu thế kỉ 15.
Sở hữu sau đó
Sở hữu tạm thời
Biển bị chi phối bởi Venice vào đầu thế kỉ 16.
Primary Venetian routes
Thuộc địa thương mại Venetian chính
Đế quốc Ottoman

Vào thời Trung kỳ Trung Cổ, Venice trở nên cực kỳ giàu có nhờ sự kiểm soát thương mại giữa châu Âu và Levant, và nó bắt đầu mở rộng ra biển Adriatic và xa hơn nữa. Năm 1084, Domenico Selvo đã đích thân chỉ huy một hạm đội chống lại người Norman, nhưng ông đã bị đánh bại và mất chín galley, những con tàu vũ trang lớn nhất và nặng nhất trong hạm đội chiến tranh của Venice. Venice đã tham gia vào các cuộc thập tự chinh gần như ngay từ đầu. Hai trăm tàu của Venice đã hỗ trợ đánh chiếm các thành phố ven biển của Syria sau Cuộc thập tự chinh thứ nhất. Vào năm 1110, Ordelafo Faliero đã chỉ huy một hạm đội gồm 100 tàu của Venice để hỗ trợ Baldwin I của Jerusalem và Sigurd I Magnusson, vua Na Uy trong việc chiếm thành phố Sidon (thuộc Liban ngày nay). Năm 1123, họ được trao quyền tự trị ảo ở Vương quốc Jerusalem thông qua Pactum Warmundi.
Người Venice cũng giành được các đặc quyền thương mại rộng lớn trong Đế quốc Đông La Mã trong thế kỷ 12, và các tàu của họ thường cung cấp hải quân cho Đế chế. Năm 1182, một cuộc bạo loạn chống phương Tây tàn khốc đã nổ ra ở Constantinopolis nhắm vào Latins và đặc biệt là người Venice. Nhiều người trong Đế chế đã trở nên ghen tị với sức mạnh và ảnh hưởng của Venice, do đó, khi kẻ yêu sách không chính đáng Andronikos I Komnenos hành quân vào thành phố, tài sản của Venice đã bị tịch thu và chủ sở hữu bị cầm tù hoặc trục xuất, một hành động làm nhục và chọc giận nền cộng hòa.
Năm 1183, thành phố Zara (tiếng Croatia: Zadar) đã nổi dậy thành công chống lại sự cai trị của người Venice. Thành phố sau đó đặt mình dưới sự bảo vệ kép của giáo hoàng và Emeric, Quốc vương Hungary. Người Dalmati tách khỏi Hungary bằng một hiệp ước vào năm 1199, và họ đã trả cho Hungary một phần của Macedonia. Năm 1201, thành phố Zara đã công nhận Emeric là chúa tể.

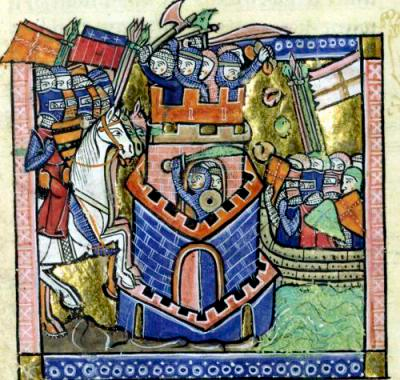
Cuộc bao vây Tyre (1124) ở vùng [[Đất Thánh]]
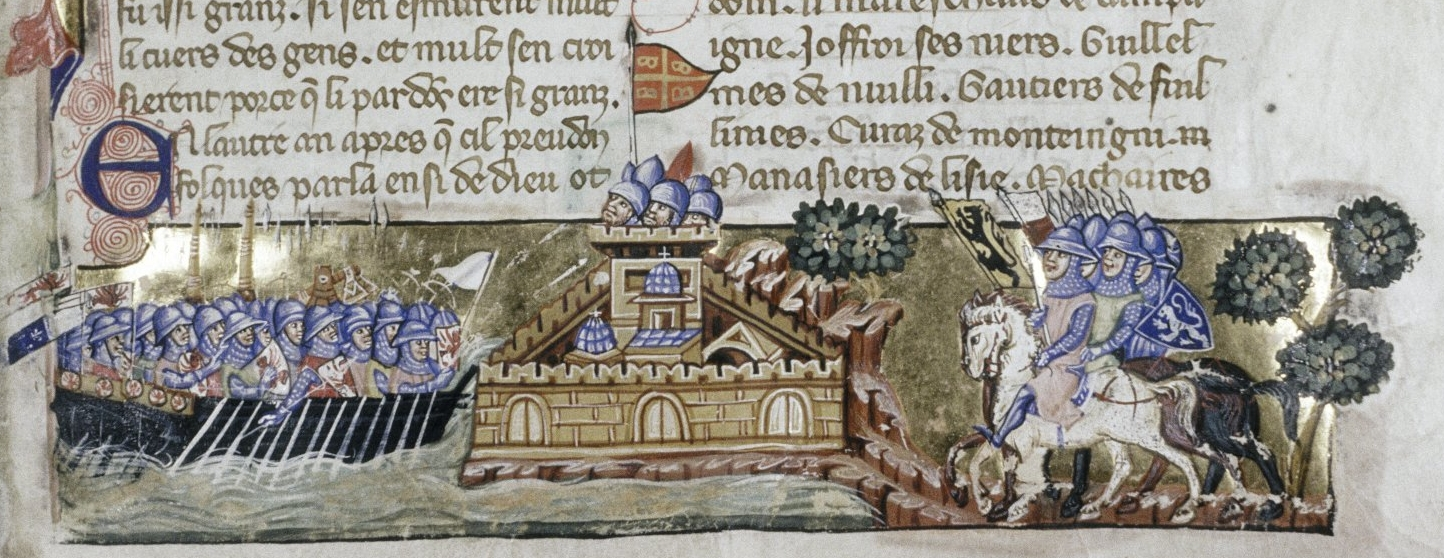
Cuộc vây hãm Constantinopolis (1203)
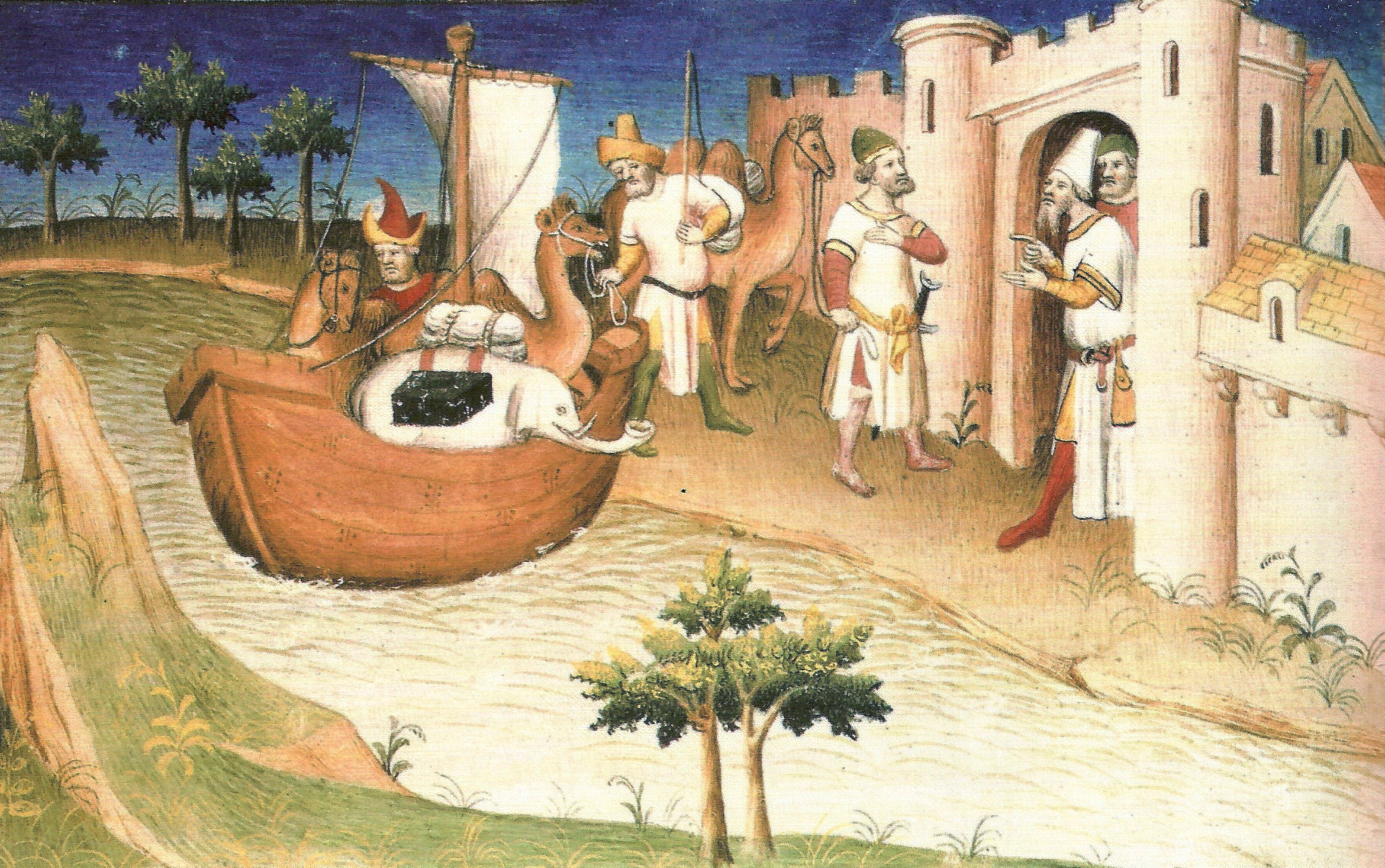
Hành trình của Marco Polo đến Viễn Đông trong Pax Mongolica
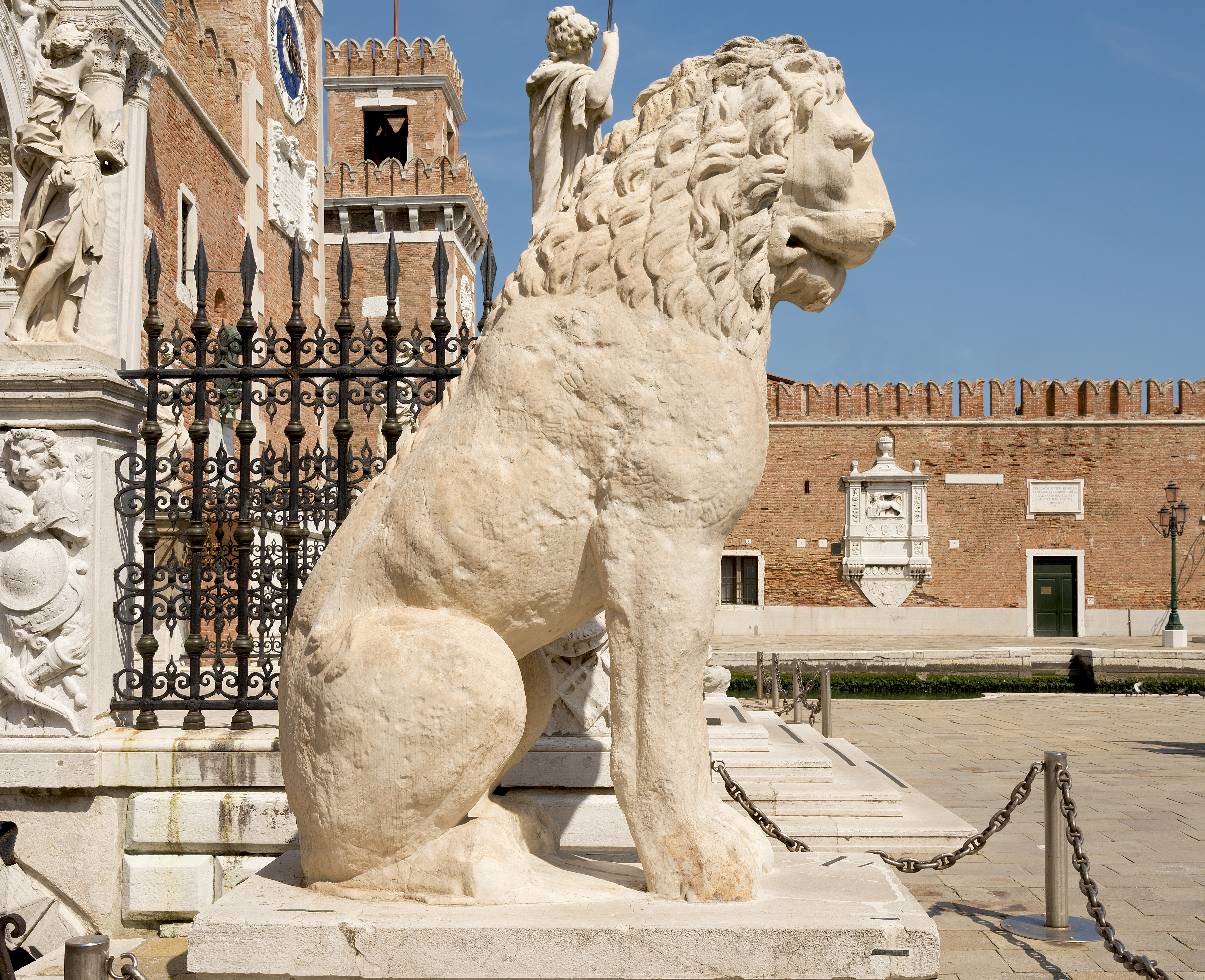
Piraeus Lion ở Venice, trước Kho vũ khí của Venice

### Thế kỷ 13
Các nhà lãnh đạo của cuộc Thập tự chinh thứ tư (1202-1204) đã ký hợp đồng với Venice để cung cấp một đội tàu vận chuyển đến Levant. Khi những người thập tự chinh không thể trả tiền cho các con tàu, Doge Enrico Dandolo đã đề nghị vận chuyển nếu quân thập tự chinh đánh chiếm Zara, một thành phố đã nổi loạn nhiều năm trước và đồng thời là Venice. Khi chiếm được Zara, cuộc thập tự chinh một lần nữa được chuyển hướng, lần này là Constantinopolis. Việc Trận cướp phá Constantinôplis (1204) chiếm đóng và cướp phá Constantinôplis đã được mô tả là một trong những vụ cướp phá có lợi nhất và ô nhục nhất của thành phố trong lịch sử.
Người Venice đã tuyên bố phần lớn sự cướp bóc, bao gồm bốn con ngựa bằng đồng nổi tiếng đã được đưa trở lại để tô điểm cho Vương cung thánh đường Thánh Máccô. Hơn nữa, trong phân vùng tiếp theo của vùng đất Đông La Mã, Venice đã giành được rất nhiều lãnh thổ trên Biển Aegea, theo lý thuyết lên tới ba phần tám của Đế quốc Đông La Mã. Nó cũng có được các hòn đảo của đảo Crete (Candia) và Euboea (Negroponte); thủ phủ hiện tại của Chania trên đảo Crete phần lớn là công trình xây dựng của Venice, được xây dựng trên tàn tích của thành phố cổ Kydonia.
Quần đảo Aegean đã hình thành nên Công quốc Naxos. Trong các năm 1223/24, chúa tể của Philippopolis, Gerard của Estreux (còn được gọi là Gerard hoặc Girard của Stroim, có lẽ là một dạng của Estrœung - Étrœungt - hoặc Estreux) tuyên bố mình chuẩn bị thừa nhận sự tuyệt đối Cộng hòa Venezia về một phần tài sản của mình. [13] Đế quốc Đông La mã được tái lập vào năm 1261 bởi Michael VIII Palaiologos, nhưng không bao giờ lấy lại được sức mạnh trước đó, và cuối cùng bị Đế quốc Ottoman chinh phục.
Cộng hòa Venezia đã ký một hiệp ước thương mại với Đế quốc Mông Cổ vào năm 1221.
Năm 1295, Pietro Gradenigo đã phái một hạm đội gồm 68 tàu tấn công một hạm đội Genova tại Alexandretta, sau đó một hạm đội khác gồm 100 tàu được phái đến để tấn công Genova vào năm 1299. Từ năm 1350 đến 1381, Venice đã chiến đấu với một cuộc chiến không liên tục với người Genova. Dù ban đầu bị đánh bại, họ đã tàn phá hạm đội Genova tại Trận Chioggia năm 1380 và giữ được vị trí nổi bật của họ trong các vấn đề phía đông Địa Trung Hải với chi phí của đế chế đang suy tàn của Genova.

### Thế kỷ 14
Năm 1363, cuộc nổi dậy của Saint Titus chống lại sự cai trị của Venice đã nổ ra ở thuộc địa Candia (Crete) ở nước ngoài. Đó là một nỗ lực chung của thực dân Venice và quý tộc người Crete cố gắng tạo ra một nhà nước độc lập. Venice đã gửi một đội quân lính đánh thuê đa quốc gia sớm giành lại quyền kiểm soát các thành phố lớn. Tuy nhiên, Venice đã không thể tái chiếm hoàn toàn đảo Crete cho đến năm 1368.
Vào cuối thế kỷ 14, Venice đã có đất đai ở Ý, sáp nhập Mestre và Serravalle vào năm 1337, Treviso và Bassano del Grappa vào năm 1339, Oderzo năm 1380 và Ceneda vào năm 1389.

### Thế kỷ 15: sự mở rộng ở đại lục
Đầu thế kỷ 15, nước cộng hòa bắt đầu bành trướng lên Terraferma. Do đó, Vicenza, Belluno và Feltre
đã được sáp nhập vào năm 1404 và Padova, Verona và Este vào năm 1405.
Venice cũng mở rộng dọc theo bờ biển Dalmatia từ Istria đến Albania, được mua lại từ vua Ladislaus của Napoli trong cuộc nội chiến ở Hungary. Ladislaus sắp thua cuộc xung đột và đã quyết định trốn sang Napoli, nhưng trước khi làm như vậy, anh ta đã đồng ý bán quyền thực tế của mình tại các thành phố Dalmatia với số tiền đã được giảm là 100.000 đồng.

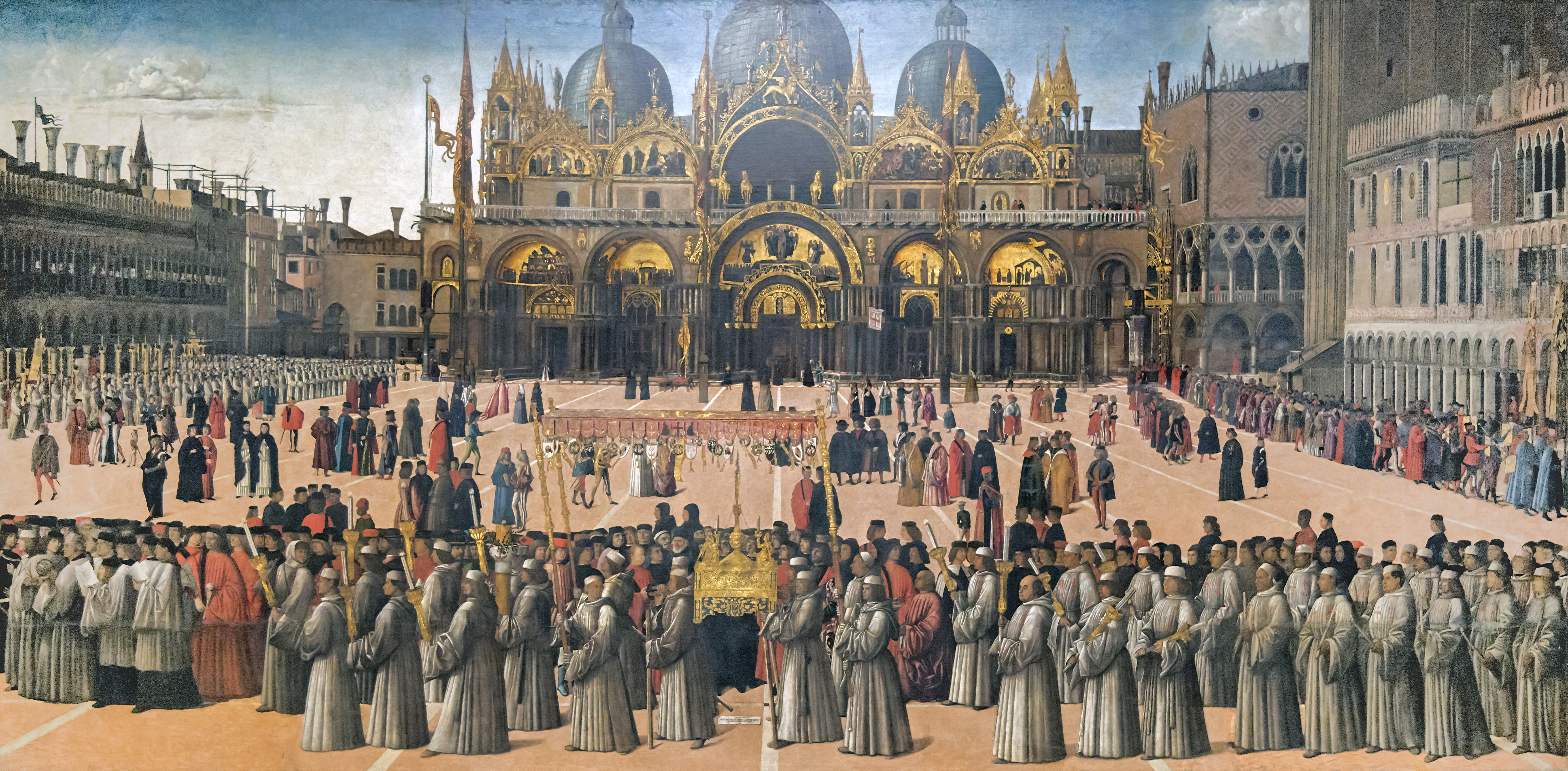
Rước kiệu trong Quảng trường Thánh Mark bởi Gentile Bellini vào năm 1496

Venice đã khai thác tình hình và nhanh chóng cài giới quý tộc để cai quản khu vực, ví dụ, Bá tước Filippo Stipanov ở Zara. Động thái này của người Venice là một phản ứng trước sự bành trướng đe dọa của Giangaleazzo Visconti, Công tước Milan. Kiểm soát các tuyến đường bộ chính phía đông bắc cũng là một điều cần thiết cho sự an toàn của thương mại. Đến năm 1410, Venice đã có một hạm đội hải quân gồm 3.300 tàu (được điều khiển bởi 36.000 người) và tiếp quản hầu hết những gì hiện nay là Veneto, bao gồm các thành phố của thành phố Verona (nơi đã thề trung thành với Sự trung thành của Verona đối với Venice năm 1405) và Padua.
Tình hình ở Dalmatia đã được giải quyết vào năm 1408 bằng một thỏa thuận đình chiến với vua Sigismund của Hungary, nhưng những khó khăn của Hungary cuối cùng đã được trao cho nhà nước cộng hòa việc củng cố quyền thống trị của nước này. Khi hết hạn thỏa thuận dình chiến vào năm 1420, Venice ngay lập tức xâm chiếm Tòa giám mục Aquileia và khuất phục Traù, Spalato, Durazzo và các thành phố Dalmatia khác. Tại Lombardia, Venice mua lại Brescia vào năm 1426, Bergamo năm 1428 và Cremona năm 1499.
Nô lệ rất phong phú ở các thành bang của Ý vào cuối thế kỷ 15. Từ 1414 đến 1423, khoảng 10.000 nô lệ, được nhập khẩu từ Caffa, đã được bán ở Venice.
Năm 1481, Venice chiếm lại Rovigo gần đó, nơi nó đã tổ chức trước đó từ 1395-1438; vào tháng 2 năm 1489, đảo Síp, trước đây là một quốc gia thập tự chinh (Vương quốc Síp), đã được thêm vào các tài sản của Venice.

### Liên minh Cambrai, mất Síp và Trận chiến Lepanto
Đế quốc Ottoman bắt đầu các chiến dịch trên biển vào đầu năm 1423, khi nó tiến hành cuộc chiến kéo dài 7 năm với Cộng hòa Venetian để giành quyền kiểm soát trên biển Aegea, Ionia và Biển Adriatic. Các cuộc chiến tranh với Venice đã được nối lại sau khi Ottoman chiếm được Vương quốc Bosnia vào năm 1463 và kéo dài cho đến khi một hiệp ước hòa bình thuận lợi được ký vào năm 1479 ngay sau cuộc bao vây Shkodra rắc rối. Năm 1480 (bây giờ không còn bị hạm đội của Venice cản trở), Ottoman đã bao vây Rhodes và chiếm được Otranto trong một thời gian ngắn. Đến năm 1490, dân số Venice đã tăng lên khoảng 180.000 người.
Chiến tranh với Ottoman đã bắt đầu lại từ năm 1499 đến 1503. Năm 1499, Venice liên minh với Louis XII của Pháp chống lại Milan, giành được Cremona. Cùng năm đó, vương quốc Ottoman chuyển sang tấn công Lepanto bằng đường bộ, và phái một hạm đội lớn để hỗ trợ cuộc tấn công của mình bằng đường biển. Antonio Grimani, một doanh nhân và nhà ngoại giao hơn là một thủy thủ, đã bị đánh bại trong trận chiến Zonchio trên biển năm 1499. Người Thổ Nhĩ Kỳ một lần nữa đã cướp bóc Friuli. Nghiêng về lựa chọn hòa bình hơn là một cuộc chiến tranh tổng lực chống lại người Thổ Nhĩ Kỳ và bằng đường biển, Venice đã đầu hàng các căn cứ ở Lepanto, Durazzo, Modon và Coron.
Sự chú ý của Venice đã bị chuyển hướng khỏi vị thế hàng hải thông thường của nó bởi tình hình nhạy cảm ở Romagna, sau đó là một trong những vùng đất giàu có nhất ở Ý, vốn là một phần của Lãnh địa Giáo hoàng, nhưng được chia thành một loạt các lãnh địa nhỏ rất khó cho quân đội Rome kiểm soát. Háo hức chiếm lấy một số vùng đất của Venice, tất cả các cường quốc láng giềng đã gia nhập Liên minh Cambrai năm 1508, dưới sự lãnh đạo của Giáo hoàng Julius II. Giáo hoàng muốn Romagna; Hoàng đế Maximilian I: Friuli và Veneto; Tây Ban Nha: các cảng Apulia; vua của Pháp: Cremona; vua của Hungary: Dalmatia, và một phần nhỏ các nơi khác. Cuộc tấn công chống lại đội quân khổng lồ do Venice kêu gọi tòng quân được phát động từ Pháp.

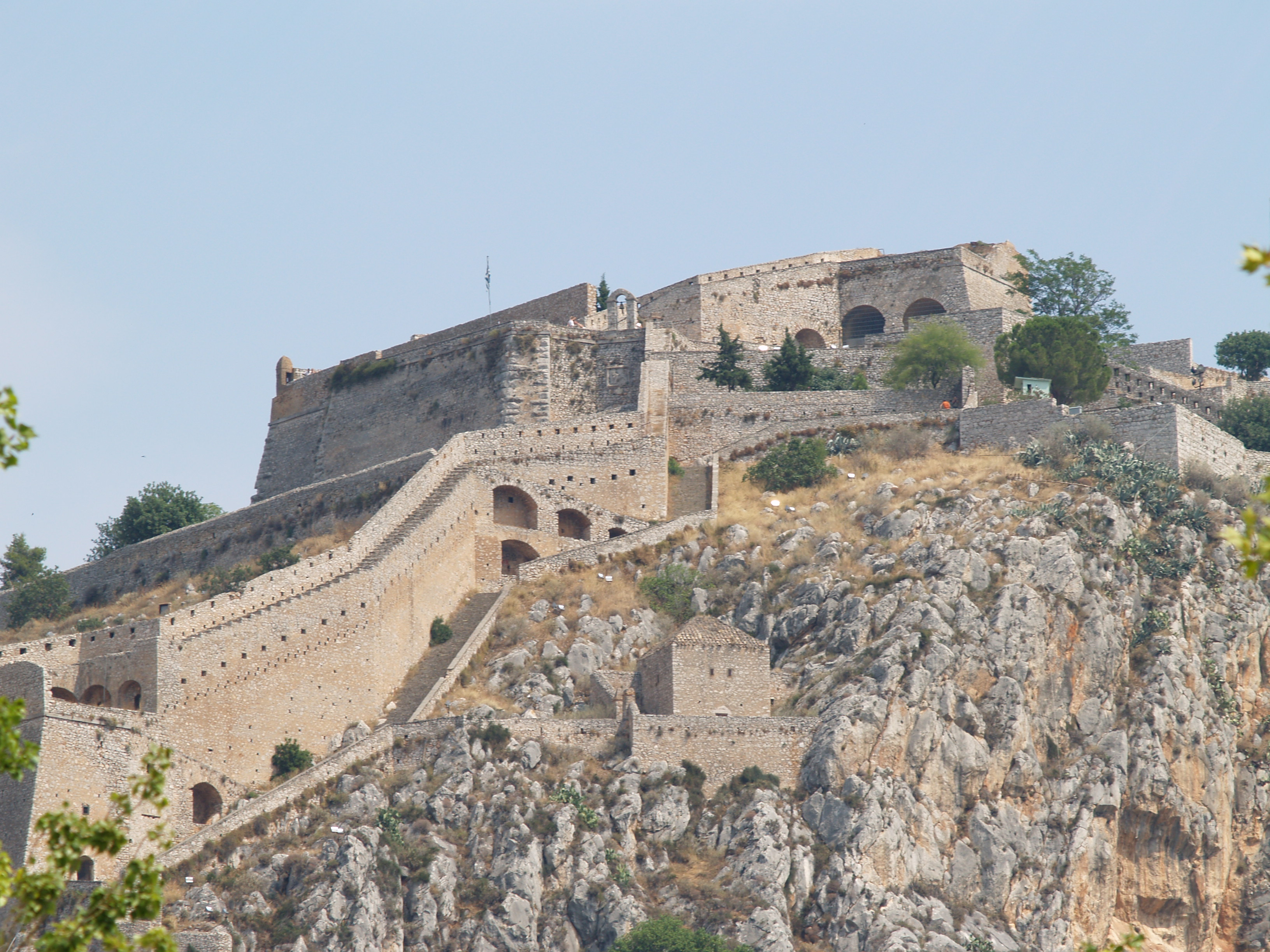
Pháo đài Venice của Palamidi ở Nafplion, Hy Lạp, một trong nhiều pháo đài bảo đảm các tuyến giao thương của Venice ở Đông Địa Trung Hải.

Vào ngày 14 tháng 5 năm 1509, Venice đã bị đánh bại hoàn toàn trong trận chiến Agnadello, ở Ghiara d'Idda, đánh dấu một trong những điểm nhạy cảm nhất trong lịch sử Venice. Quân đội Pháp và đế quốc đang chiếm đóng Veneto, nhưng Venice đã xoay xở để tự thoát ra thông qua các nỗ lực ngoại giao. Các cảng Apulia đã được nhượng lại để thỏa thuận với Tây Ban Nha, và Giáo hoàng Julius II đã sớm nhận ra mối nguy hiểm từ sự hủy diệt cuối cùng của Venice (khi đó là cường quốc Ý duy nhất có thể đối mặt với các vương quốc như Pháp hoặc đế quốc như Ottoman).
Nhân dân đại lục đã cất lên tiếng kêu gào "Marco, Marco" và Andrea Gritti tái chiếm Padua vào tháng 7 năm 1509, bảo vệ thành công nó trước quân đội triều đình đang bao vây. Tây Ban Nha và giáo hoàng đã phá vỡ liên minh với Pháp, và Venice cũng giành lại Brescia và Verona từ Pháp. Sau bảy năm chiến tranh đổ nát, Serenissima đã giành lại quyền thống trị đại lục ở phía tây đến sông Adda. Mặc dù thất bại đã biến thành một chiến thắng, nhưng sự kiện năm 1509 đã đánh dấu sự kết thúc của việc mở rộng lãnh thổ Venice.
Năm 1489, năm đầu tiên người Venice kiểm soát ở Síp, người Thổ Nhĩ Kỳ đã tấn công bán đảo Karpasia, cướp bóc và bắt giữ người để bán làm nô lệ. Năm 1539, hạm đội Thổ Nhĩ Kỳ đã tấn công và tiêu diệt Limassol. Lo sợ Đế chế Ottoman ngày càng mở rộng, người Venice đã củng cố Famagusta, Nicosia và Kyrenia, nhưng hầu hết các thành phố khác đều là con mồi dễ dàng. Đến năm 1563, dân số Venice đã giảm xuống còn khoảng 168.000 người.
Vào mùa hè năm 1570, người Thổ Nhĩ Kỳ lại tấn công, nhưng lần này là một cuộc xâm lược toàn diện chứ không phải là một cuộc đột kích. Khoảng 60.000 binh sĩ, bao gồm kỵ binh và pháo binh, dưới sự chỉ huy của Mustafa Pasha đã đổ bộ gần Limassol vào ngày 2 tháng 7 năm 1570 và bao vây Nicosia. Trong một chiến thắng vang dội vào ngày thành phố sụp đổ - ngày 9 tháng 9 năm 1570 - 20.000 người Nicosia đã bị giết, và mọi nhà thờ, tòa nhà công cộng và cung điện đều bị cướp phá. Tin tức về vụ thảm sát lan rộng, và vài ngày sau, Mustafa chiếm được Kyrenia mà không phải nổ súng. Famagusta đã chống lại và đưa ra một biện pháp phòng thủ kéo dài từ tháng 9 năm 1570 cho đến tháng 8 năm 1571.
Sự sụp đổ của Famagusta đánh dấu sự khởi đầu của thời kỳ Ottoman ở Síp. Hai tháng sau, các lực lượng hải quân của Liên minh thần thánh, bao gồm chủ yếu là các tàu Venice, Tây Ban Nha và giáo hoàng dưới sự chỉ huy của Don John của Áo, đã đánh bại hạm đội Thổ Nhĩ Kỳ trong Trận Lepanto. Mặc dù chiến thắng trên biển trước người Thổ Nhĩ Kỳ, Síp vẫn nằm dưới sự thống trị của Ottoman trong ba thế kỷ tiếp theo. Đến năm 1575, dân số của Venice là khoảng 175.000 người, nhưng một phần là do bệnh dịch của 1575-76 giảm xuống còn 124.000 người vào năm 1581.

### Thế kỷ 17
Theo nhà sử học kinh tế Jan De Vries của Đại học California-Berkeley, sức mạnh kinh tế của Venice ở Địa Trung Hải đã giảm đáng kể vào đầu thế kỷ 17. De Vries cho rằng sự suy giảm này do mất thương mại gia vị (đến Hà Lan và Anh), sự suy giảm của ngành công nghiệp dệt không cạnh tranh, cạnh tranh trong xuất bản sách do một Giáo hội Công giáo được phục hồi, tác động bất lợi của Chiến tranh Ba mươi năm đối với các đối tác thương mại quan trọng của Venice và chi phí nhập khẩu bông và lụa ngày càng tăng ở Venice.
Năm 1606, một cuộc xung đột giữa Venice và Tòa thánh bắt đầu bằng việc bắt giữ hai giáo sĩ bị buộc tội phạm tội nhỏ, và với luật pháp hạn chế quyền hưởng thụ và có được tài sản của Giáo hội. Giáo hoàng Paul V cho rằng những điều khoản này trái với giáo luật, và yêu cầu chúng phải được bãi bỏ. Khi điều này bị từ chối, anh ta đặt Venice dưới một bản án. Cộng hòa không chú ý đến bản án hay hành động tuyệt thông, và ra lệnh cho các linh mục của mình thực hiện chức vụ của họ. Nó được hỗ trợ trong các quyết định của nhà sư Servite, ông Paolo Sarpi, một nhà văn chính trị sắc sảo, người được đề cử làm cố vấn của Signoria về thần học và giáo luật vào năm 1606. Bản án đã được dỡ bỏ sau một năm, khi Pháp can thiệp và đề xuất một công thức thỏa hiệp. Venice hài lòng với việc tái khẳng định nguyên tắc rằng không có công dân nào vượt trội so với các quy trình pháp luật thông thường.
Nửa sau của thế kỷ 17 cũng có những cuộc chiến kéo dài với Đế quốc Ottoman; trong Chiến tranh Cretan (1645-1669), sau một cuộc bao vây anh hùng kéo dài 24 năm, Venice đã mất quyền sở hữu lớn ở nước ngoài, đảo Crete, trong khi nó đã đạt được một số tiến triển ở Dalmatia. Tuy nhiên, vào năm 1684, lợi dụng sự tham gia của Ottoman chống lại Áo trong Đại chiến Thổ Nhĩ Kỳ, nước cộng hòa đã khởi xướng Chiến tranh Morea, kéo dài đến năm 1699 và trong đó nó có thể chinh phục bán đảo Morea ở miền nam Hy Lạp.

### Thế kỷ 18: Suy tàn
Tuy nhiên, những lợi ích này đã không thể kéo dài; vào tháng 12 năm 1714, người Thổ Nhĩ Kỳ đã bắt đầu cuộc Chiến tranh Venice của người Thổ Nhĩ Kỳ cuối cùng, khi người Morea "không có bất kỳ nguồn cung nào đáng mong muốn ngay cả ở những quốc gia gần kề không có khả năng tấn công từ biển".

Cộng hòa Venezia vào khoảng năm 1700

Người Thổ Nhĩ Kỳ đã chiếm các đảo Tinos và Aegina, băng qua eo đất và chiếm Corinth. Daniele Dolfin, chỉ huy hạm đội Venice, nghĩ rằng nên cứu hạm đội hơn là mạo hiểm với Morea. Cuối cùng khi anh đến thực địa, Nauplia, Modon, Corone và Malvasia đã thất thue. Levkas ở quần đảo Ionia, và các căn cứ của Spinalonga và Suda trên đảo Crete vẫn còn nằm trong tay người Venice, đã bị bỏ hoang. Người Thổ Nhĩ Kỳ cuối cùng đã đổ bộ lên Corfù, nhưng những người bảo vệ của nó đã tìm cách đuổi họ trở ra.
Trong khi đó, người Thổ Nhĩ Kỳ đã phải chịu thất bại nặng nề bởi người Áo trong Trận Petrovaradin vào ngày 5 tháng 8 năm 1716. Tuy nhiên, những nỗ lực của hải quân Venice ở Biển Aegea và Dardanelles năm 1717 và 1718 rất ít thành công. Với Hiệp ước Passarowitz (21 tháng 7 năm 1718), Áo đã đạt được những lợi ích lớn về lãnh thổ, nhưng Venice đã mất Morea, do đó những lợi ích nhỏ của nó ở Albania và Dalmatia chỉ được đền bù rất ít. Đây là cuộc chiến cuối cùng với Đế quốc Ottoman. Đến năm 1792, hạm đội tàu buôn Venice vĩ đại một thời đã suy giảm chỉ còn 309 tàu chở hàng.
Mặc dù Venice không còn là một đế chế trên biển, nhưng nó vẫn sở hữu lãnh thổ lục địa phía bắc Thung lũng Po, kéo dài về phía tây gần như tới Milan. Nhiều thành phố của nó được hưởng lợi rất nhiều từ Pax Venetiae (hòa bình của người Venice) trong suốt thế kỷ 18.

### Sụp đổ

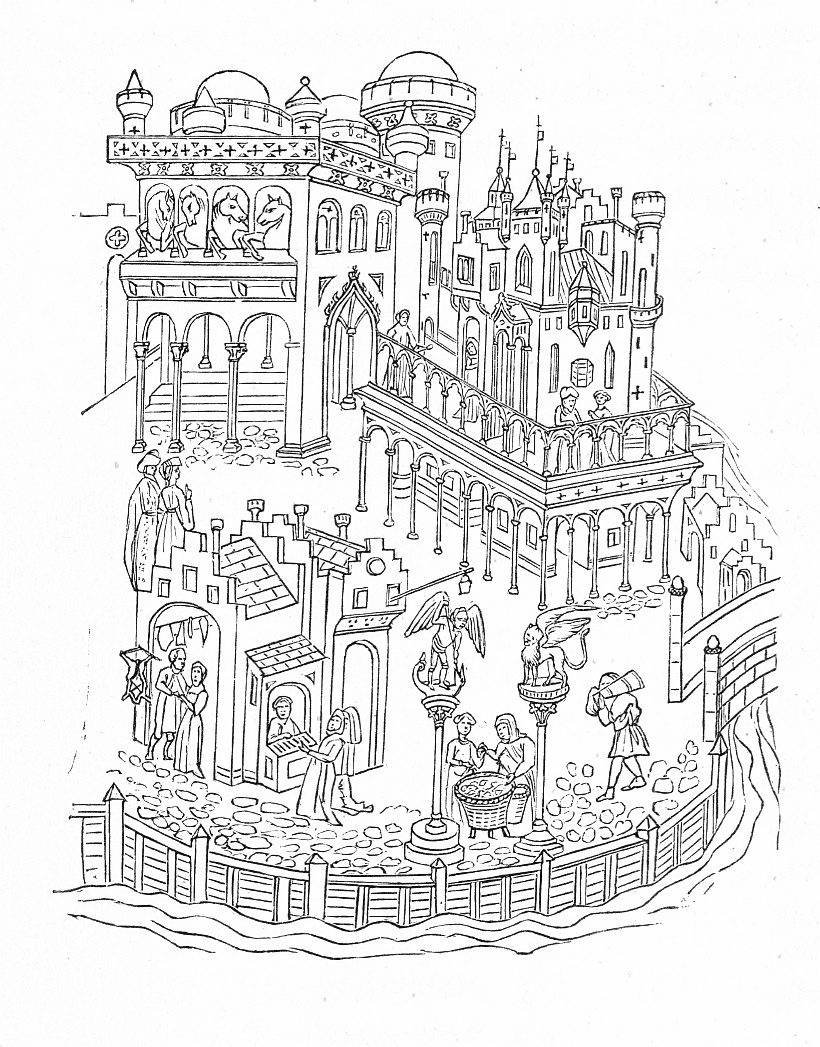
Bản vẽ cung điện Doge, cuối thế kỷ 14

Đến năm 1796, Cộng hòa Venezia không còn có thể tự vệ vì hạm đội chiến tranh của nó chỉ có bốn galley và bảy galliot. Vào mùa xuân năm 1796, Piemonte thất thủ, và người Áo bị đánh từ Montenotte đến Lodi. Quân đội dưới quyền Bonaparte đã vượt qua biên giới của Venice trung lập để truy đuổi kẻ thù. Đến cuối năm, quân đội Pháp đã chiếm đóng nhà nước Venice cho đến Sông Adige. Vicenza, Cadore và Friuli được giữ bởi người Áo. Với các chiến dịch của năm tới, Napoleon nhắm đến các lãnh thổ của Áo trên dãy Alps. Trong sơ bộ của Hòa ước Leoben, các điều khoản vẫn còn bí mật, người Áo đã lấy lãnh thổ của người Venice ở Balkan làm vật trao đổi hòa bình (18 tháng 4 năm 1797), trong khi Pháp yêu cầu một phần Lombardia của Venice.
Sau tối hậu thư của Napoleon, Doge Ludovico Manin đã đầu hàng vô điều kiện vào ngày 12 tháng 5, và thoái vị, trong khi Hội đồng lớn tuyên bố chấm dứt nền cộng hòa. Theo lệnh của Bonaparte, các cường quốc đã chuyển đến một đô thị tạm thời dưới quyền thống đốc quân đội Pháp. Vào ngày 17 tháng 10, Pháp và Áo đã ký Hiệp ước Campo Formio, đồng ý chia sẻ toàn bộ lãnh thổ của nước cộng hòa cổ đại, với một biên giới mới ở phía tây sông Adige. Các nhà dân chủ Ý, đặc biệt là nhà thơ trẻ Ugo Foscolo, đã xem hiệp ước này là một sự phản bội. Phần đô thị của nước cộng hòa bị giải tán đã trở thành một lãnh thổ của Áo, dưới tên tỉnh Nice (Provincia Veneta trong tiếng Ý, Provinz Venedig trong tiếng Đức).

### Di sản
Mặc dù sức sống kinh tế của Cộng hòa Venezia đã bắt đầu suy giảm từ thế kỷ 16 do sự chuyển động của thương mại quốc tế trên Đại Tây Dương, chế độ chính trị của nó vẫn xuất hiện vào thế kỷ 18 như là một mô hình cho các nhà triết học về Khai sáng.

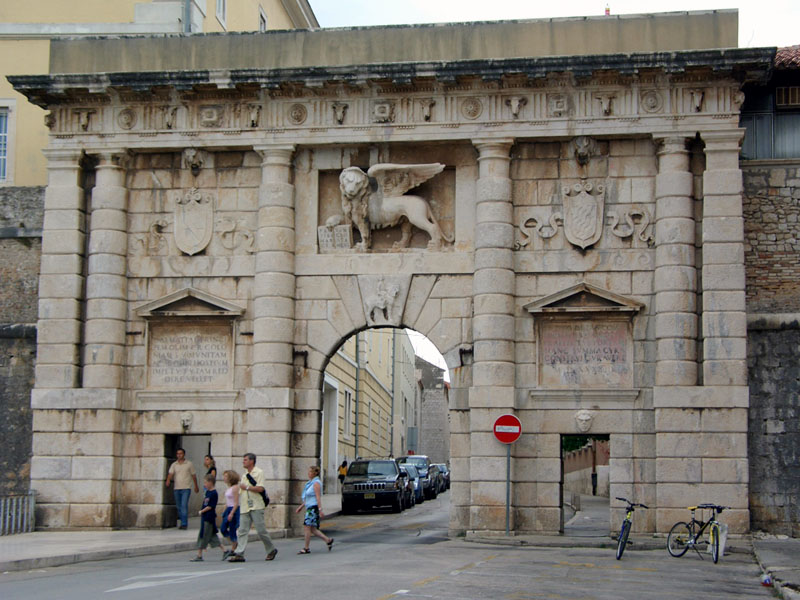
Phù điêu Sư tử Vienice trên Cổng Landward ở Zara (Zadar), thủ đô Dalmatia thuộc Venice
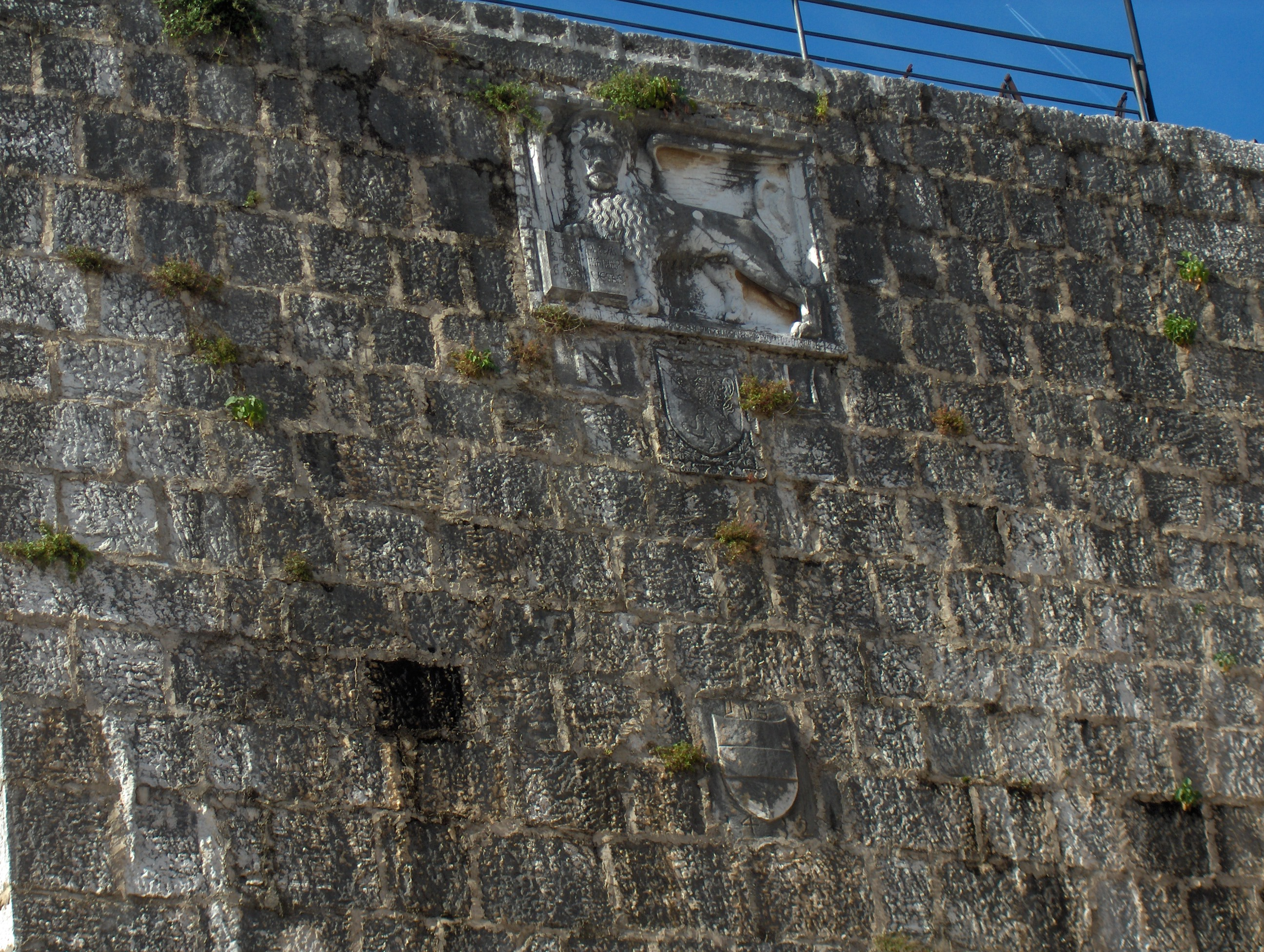
Phù điêu Sư tử Venice ở Parenzo (Poreč)
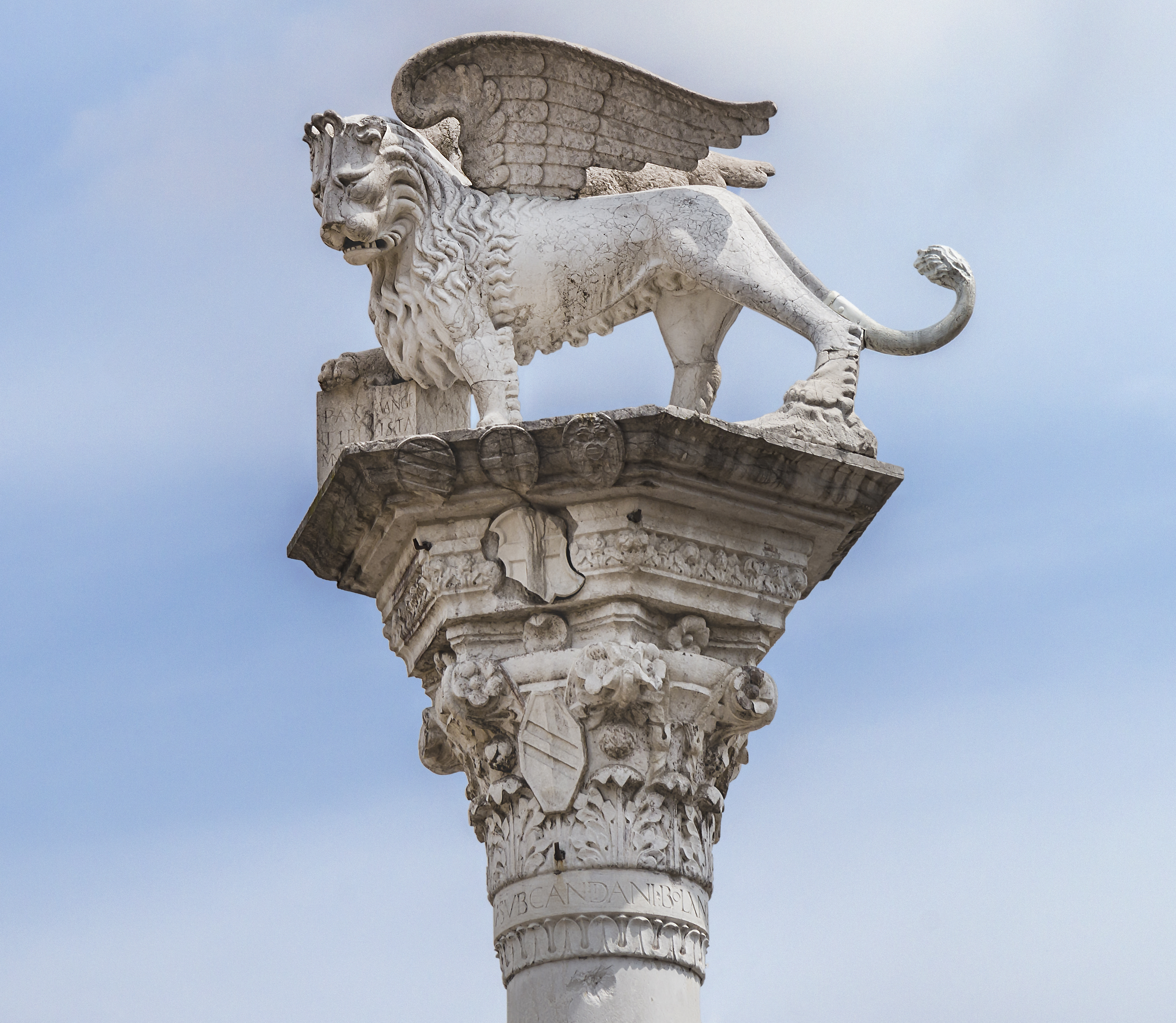
Quảng trường dei Signori, Vicenza.
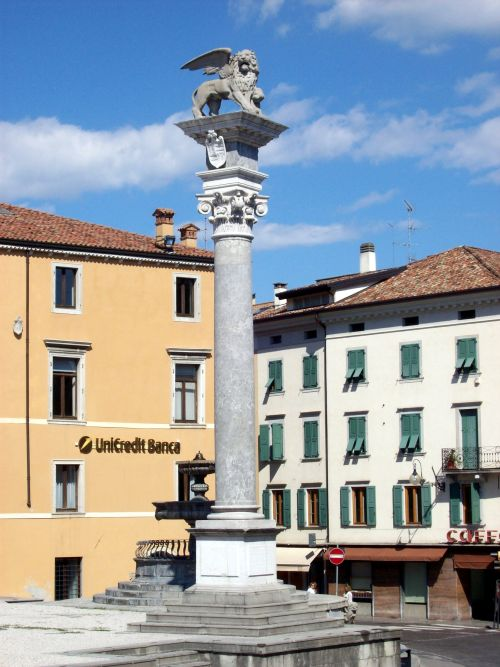
Quảng trường Libertà, Udine.
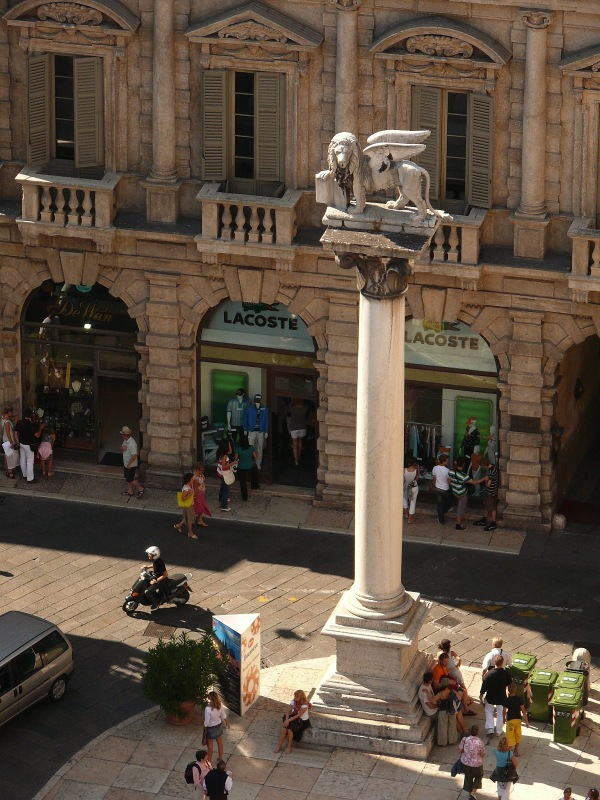
Quảng trường delle Erbe, Verona
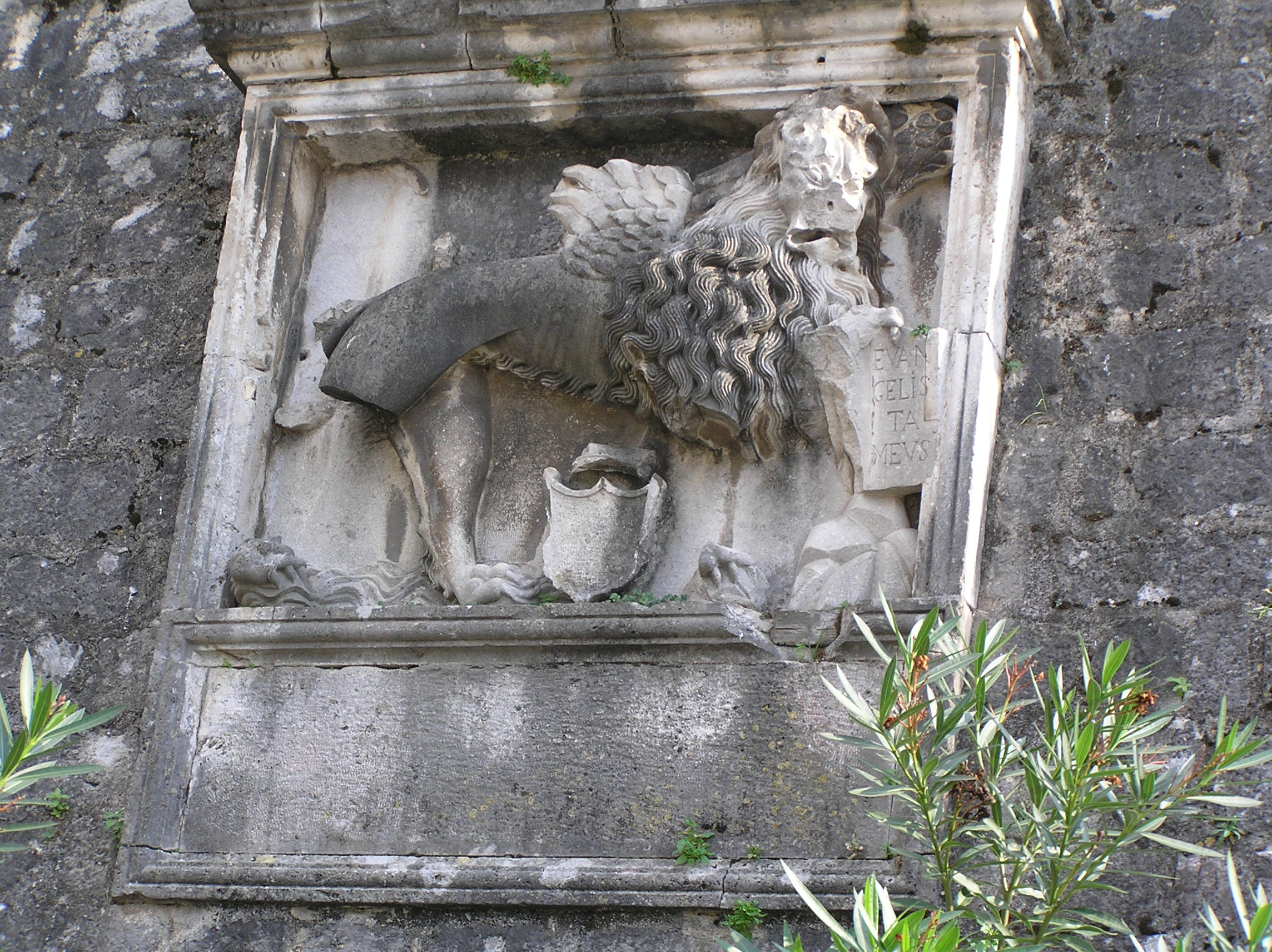
Phù điêu Sư tử Venice ở Cattaro (Kotor)
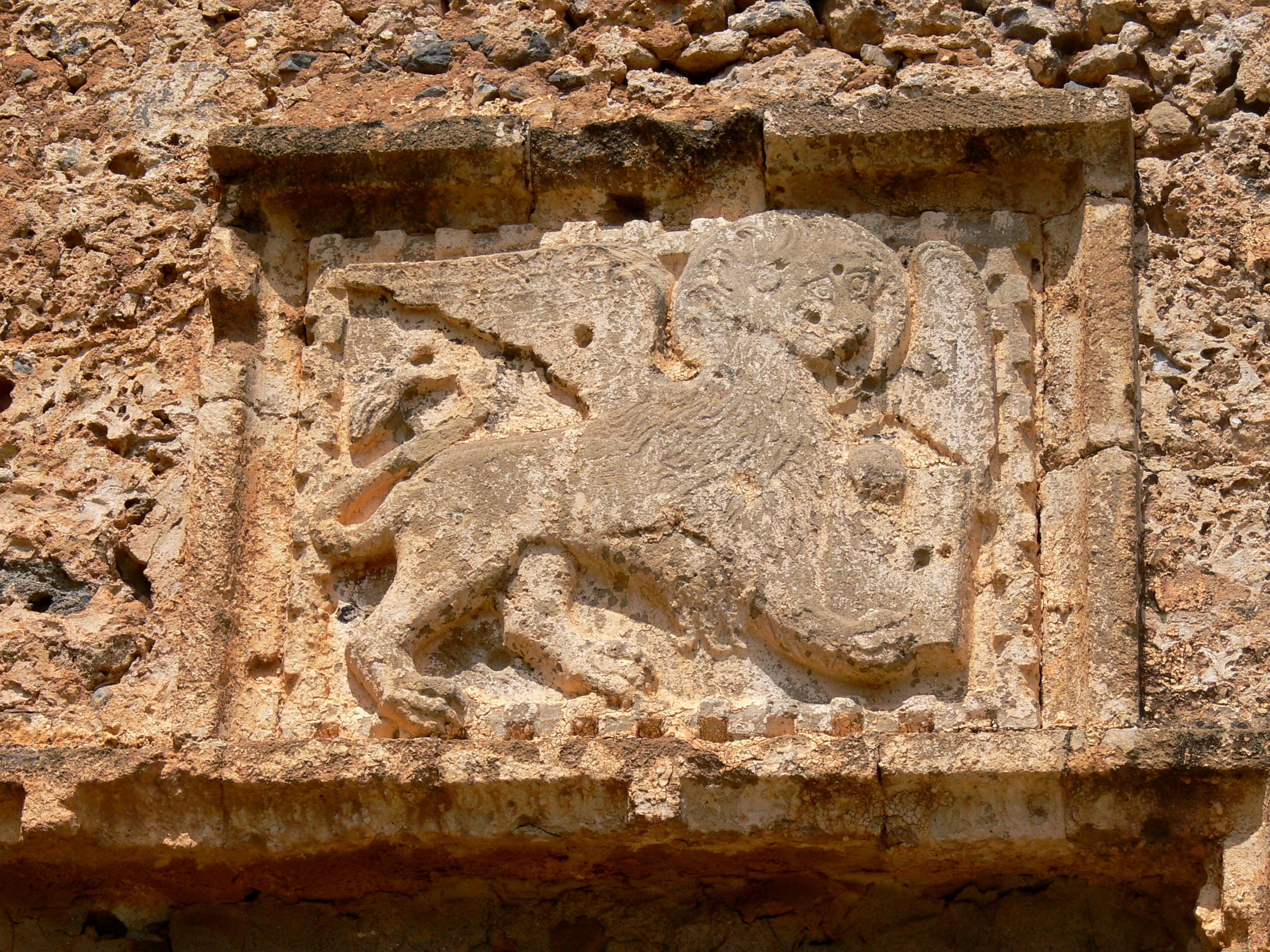
Phù điêu Sư tử Venice trên Candia (Crete)
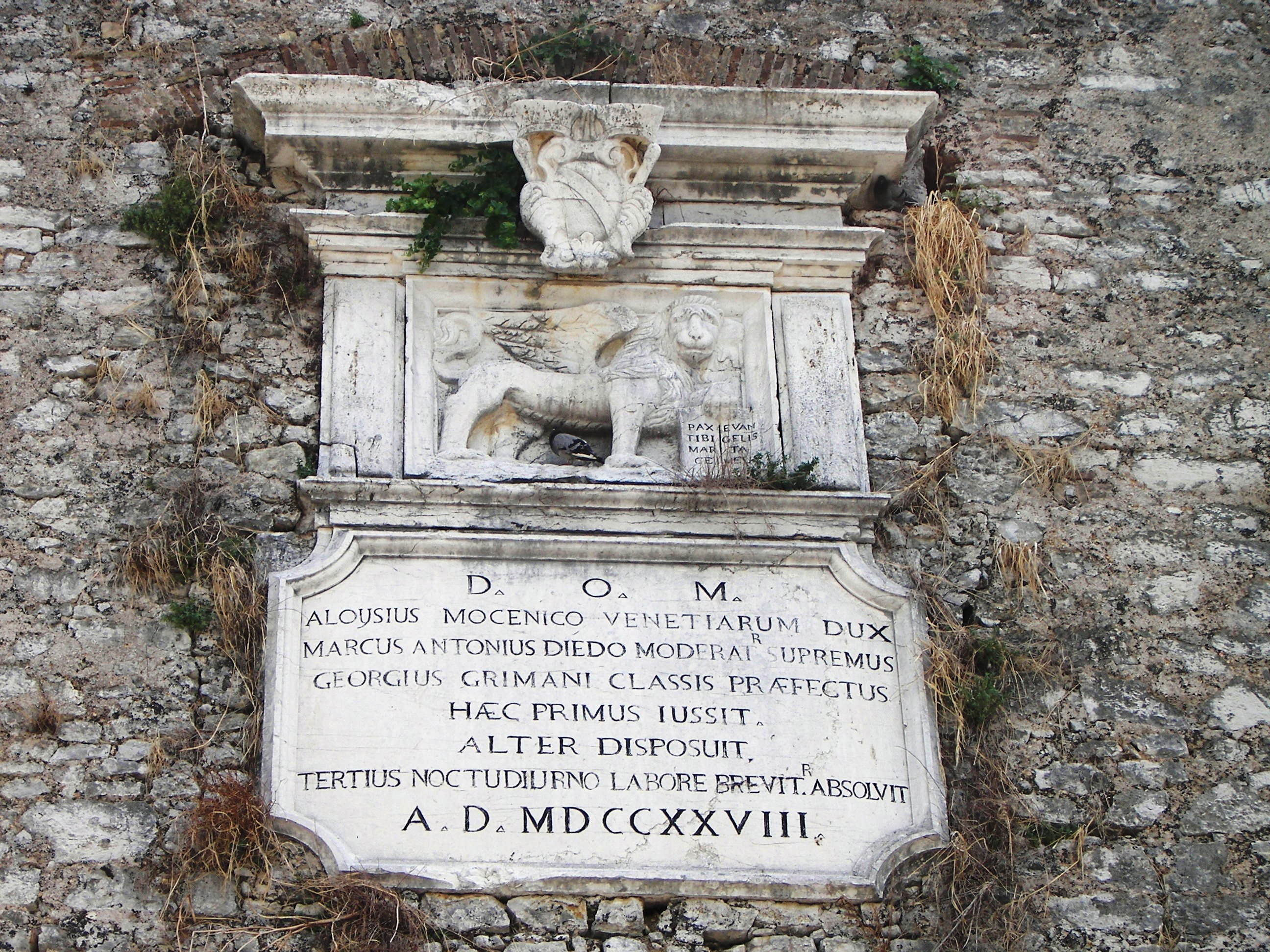
Venetian huy hiệu với Sư tử của thánh Mark, như thường thấy trên các bức tường Pháo đài mới (Corfu).

Jean-Jacques Rousseau được thuê vào tháng 7 năm 1743 với tư cách là Thư ký của comte de Montaigu, là Đại sứ Pháp tại Venice. Tuy nhiên, kinh nghiệm ngắn ngủi này đã đánh thức sự quan tâm của Rousseau đối với chính sách, khiến ông thiết kế một cuốn sách lớn về dự án triết học chính trị. [25] Sau bài diễn văn về nguồn gốc và cơ sở bất bình đẳng giữa con người (1755), ông đã xuất bản Khế ước xã hội (1762).

## Chính quyền
Trong những năm đầu của nước cộng hòa, Doge của Venice cai trị Venice theo kiểu độc đoán, nhưng sau đó, quyền lực của ông bị giới hạn bởi Promissione ducale, một cam kết mà ông phải thực hiện khi được bầu. Kết quả là, các quyền lực đã được chia sẻ với Maggior Consiglio hoặc Đại Hội đồng, bao gồm 480 thành viên được lấy từ các gia đình quý tộc, do đó, theo lời của Marin Sanudo, "[Doge] không thể làm gì nếu không có Đại Hội đồng và Đại Hội đồng cũng không thể làm gì nếu không có ông ấy".
Venice theo mô hình chính phủ hỗn hợp, kết hợp chế độ quân chủ của doge, quý tộc ở thượng viện và một "nền dân chủ" của các gia đình Rialto trong Đại Hội đồng. Machiavelli coi nó là "mô hình xuất sắc trong các nước cộng hòa hiện đại" (không giống như quê hương Florence của ông).

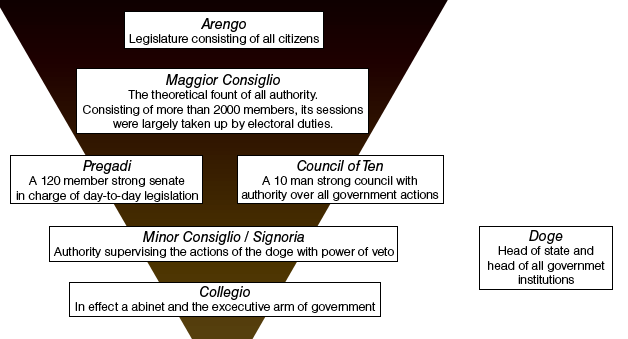
Cấu trúc chính phủ của Venice.

Vào thế kỷ thứ 12, các gia đình quý tộc của Rialto đã làm giảm thêm quyền lực của doge bằng cách thành lập Tiểu Hội đồng (1175), gồm sáu ủy viên hội đồng và Hội đồng Bốn mươi hay Quarantia (1179) là một tòa án tối cao. Năm 1223, các tổ chức này đã được kết hợp thành Signoria, bao gồm doge, Tiểu Hội đồng và ba nhà lãnh đạo của Quarantia. Signoria là cơ quan trung ương của chính phủ, đại diện cho sự liên tục của nền cộng hòa như thể hiện trong biểu thức: "si è morto il Doge, no la Signoria" ("Doge có thể chết, Signoria thì không").
Vào cuối thế kỷ 14 và đầu thế kỷ 15, Signoria đã được bổ sung bởi một số ban savii ("những người thông thái"): sáu savii del consiglio, người xây dựng và thực thi chính sách của chính phủ; năm savii di terraferma, chịu trách nhiệm về các vấn đề quân sự và bảo vệ Terraferma; năm savii ai ordini, chịu trách nhiệm về hải quân, thương mại và các lãnh thổ hải ngoại. Cùng nhau, Signoria và savii lập thành Full College (Pien Collegio), cơ quan điều hành thực tế của nền Cộng hòa.
Năm 1229, ''Consiglio dei Pregadi'' hay Thượng viện, được thành lập với 60 thành viên được bầu bởi Hội đồng. Những phát triển này đã khiến cho doge có ít quyền lực cá nhân và đặt quyền lực thực sự vào tay Đại Hội đồng.

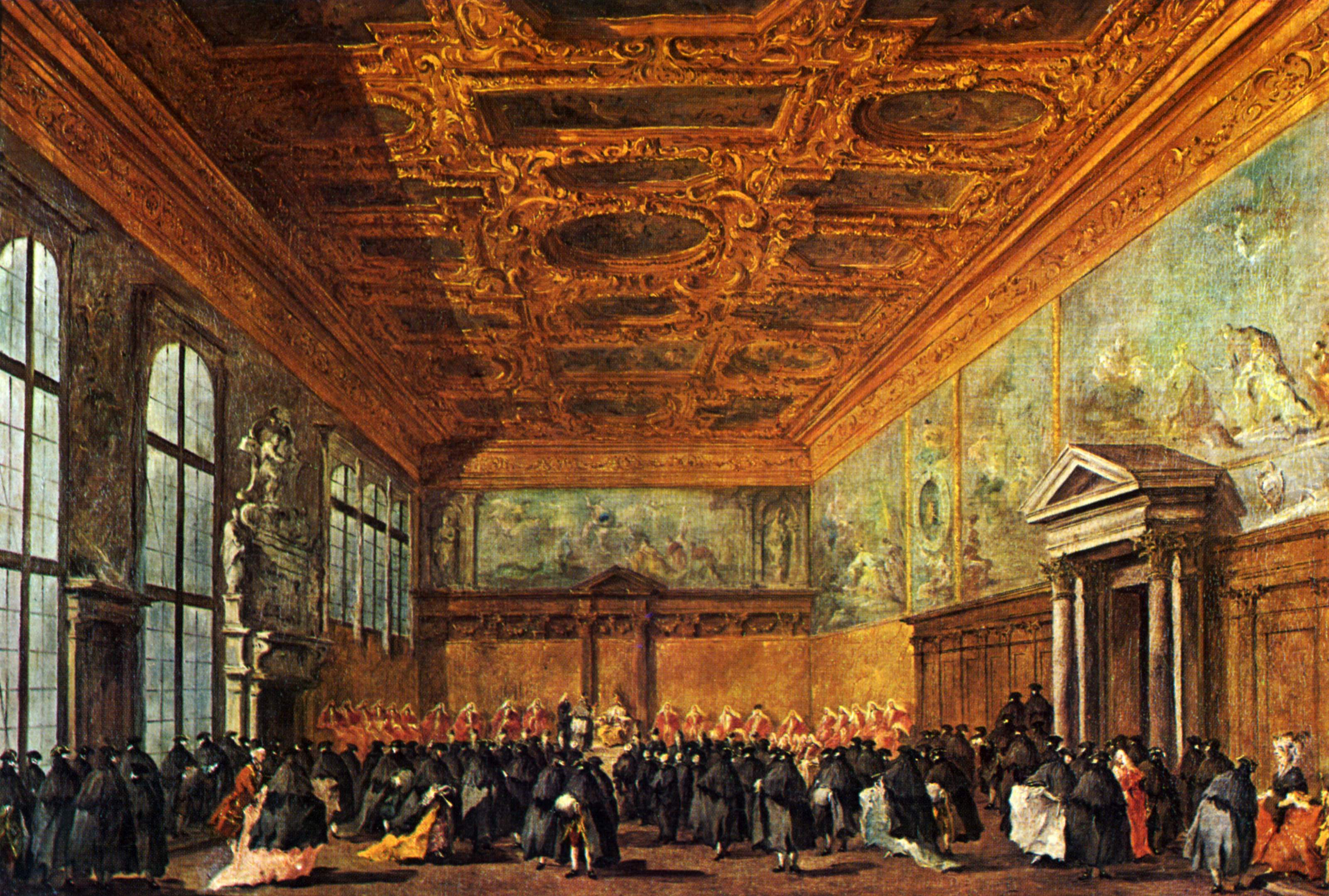
Phiên điều trần do Doge đưa ra trong Sala del Collegio trong Cung điện của Doge bởi Francesco Guardi, 1775-1780

Năm 1310, một Hội đồng Mười được thành lập, trở thành cơ quan chính trị trung ương có các thành viên hoạt động bí mật. Khoảng năm 1600, sự thống trị của nó đối với các hội đồng chủ yếu được coi là một mối đe dọa và những nỗ lực đã được thực hiện trong hội đồng và các nơi khác để giảm sức mạnh của nó nhưng thành công rất hạn chế.
Năm 1454, Tòa án tối cao với ba điều tra viên nhà nước được thành lập để bảo vệ an ninh của nước cộng hòa. Bằng các biện pháp gián điệp, phản gián, giám sát nội bộ và một mạng lưới người cung cấp thông tin, họ đảm bảo rằng Venice không nằm dưới sự thống trị của một "dấu hiệu", như nhiều thành phố khác của Ý lúc đó. Một trong những điều tra viên - thường được gọi là Il Rosso ("người đỏ") vì chiếc áo choàng đỏ tươi của ông ta - đã được chọn từ các ủy viên hội đồng của Doge, hai - thường được gọi là I negri ("người đen") vì áo choàng đen của họ - được chọn từ Hội đồng Mười. Toà án tối cao dần dần đảm nhận một số quyền hạn của Hội đồng Mười.
Năm 1556, provveditori ai beni inculti cũng được tạo ra để cải thiện nông nghiệp bằng cách tăng diện tích canh tác và khuyến khích đầu tư tư nhân vào cải tiến nông nghiệp. Sự gia tăng nhất quán của giá ngũ cốc trong thế kỷ 16 đã khuyến khích việc chuyển vốn từ thương mại sang đất đai.

## Huy hiệu
Con sư tử có cánh của Thánh Mark, đã xuất hiện trên lá cờ và huy hiệu của Cộng hòa, vẫn còn đặc trưng trong lá cờ màu vàng đỏ của thành phố Venice (có sáu đuôi, một đuôi cho mỗi sestier của thành phố), trong huy hiệu của thành phố và trong lá cờ màu vàng-xanh-đỏ của Veneto (có bảy đuôi đại diện cho bảy tỉnh của khu vực).
Con sư tử có cánh cũng xuất hiện trong cờ hiệu hải quân của Cộng hòa Ý, bên cạnh huy hiệu của ba nước cộng hòa hàng hải thời trung cổ khác của Ý (Genova, Pisa và Amalfi).

### Chi chú
1. ↑  J. J. Norwich, A History of Venice, tr. 83.
2. ↑  J. J. Norwich, A History of Venice, p. 32.
3. ↑  J. J. Norwich, A History of Venice, p. 53.
4. ↑  J. J. Norwich, A History of Venice, p. 72.
5. ↑  J. J. Norwich, A History of Venice, p. 83.
6. ↑  J. J. Norwich, A History of Venice, p. 77.
7. ↑  Phillips, The Fourth Crusade and the Sack of Constantinople, Introduction, xiii.
8. ↑  C.Michael Hogan, Cydonia, Modern Antiquarian, ngày 23 tháng 1 năm 2008
9. ↑  J. A. Buchon, Éclaircissements historiques, généalogiques et numismatiques sur la principauté française de Morée et ses douze pairies, pp. 23 and 62 (on line)
10. ↑  J.J. de Smet, Mémoire sur Baudoin IX p.60
11. ↑  Van Tricht 2011, tr. 282.
12. ↑  The enemy within: a history of espionage, General Military, p.49, Terry Crowdy, Osprey Publishing, 2006. ISBN 978-1-84176-933-2
13. ↑  J. J. Norwich, A History of Venice, p. 176–180.
14. ↑  J. J. Norwich, A History of Venice, p. 269.
15. ↑  Witzenrath, Christoph (tháng 11 năm 2015). Eurasian Slavery, Ransom and Abolition in World History, 1200-1860 . Ashgate. tr. 13. ISBN 978-1472410580. Truy cập ngày 23 tháng 12 năm 2015.
16. 1 2 3  J. J. Norwich, A History of Venice, p. 494.
17. ↑  Turnbull, Stephen (2003). The Ottoman Empire 1326–1699. Routledge. tr. 58. ISBN 978-0-415-96913-0.
18. ↑  Melisseides Ioannes A. (2010). "E epibiose:odoiporiko se chronus meta ten Alose tes Basileusas (1453-1605 peripou)", (in Greek), epim.Pulcheria Sabolea-Melisseide, Ekd.Vergina, Athens (Worldcat, Regesta Imperii, etc.), p.91-108, ISBN 9608280079
19. ↑  De Vries, Jan. "Europe in an age of crisis 1600-1750". Cambridge University Press (bằng tiếng Anh). tr. 26. Bản gốc lưu trữ ngày 3 tháng 9 năm 2018. Truy cập ngày 2 tháng 9 năm 2018.
20. ↑  Zorzi, Alvise (1983). Venice: The Golden Age, 697 – 1797. New York: Abbeville Press. tr. 255. ISBN 0896594068. Truy cập ngày 16 tháng 9 năm 2017.
21. ↑  J. J. Norwich, A History of Venice, p. 591.
22. ↑  J. J. Norwich, A History of Venice, p. 615.
23. ↑  The Political Ideas of St. Thomas Aquinas, Dino Bigongiari ed., Hafner Publishing Company, NY, 1953. p. xxx in footnote.
24. ↑  Niccolò Machiavelli, The Prince, trans. & ed. by Robert M. Adams, W.W. Norton & Co., NY, 1992. Machiavelli Balanced Government
25. ↑  Niccolò Machiavelli, Discourses on Livy, trans. by Harvey C. Mansfield and Nathan Tarcov, University of Chicago Press, Chicago, 1996.
26. 1 2  Catholic Encyclopedia, "Venice", p. 602.